# اسمارتیز
اسمارتیز یا دراژه، قطعات کوچک شیرینی به شکل دایره و با روکش شکلاتی و رنگی است. اسمارتیز عمدتاً در انگلستان، جزیره من، ایرلند، کانادا، استرالیا، اسپانیا، پرتقال، سوئیس، لیختن اشتاین، آلمان، هلند، فرانسه، یونان، کشورهای شمال اروپا، آفریقای جنوبی و خاورمیانه محبوبیت دارد.
اسمارتیز که در ابتدا «چاکلت بینز»، «Chocolate Beans» نامیده می‌شد، از سال ۱۹۳۷ جایگاه ویژه‌ای به دست آورده‌است.